# Gerygone dorsalis
El gerigón flanquirrufo (Gerygone dorsalis) es una especie de ave paseriforme de la familia Acanthizidae.

## Subespecies
- Gerygone dorsalis dorsalis
- Gerygone dorsalis fulvescens
- Gerygone dorsalis keyensis
- Gerygone dorsalis kuehni[3]
- Gerygone dorsalis ruficauda
- Gerygone dorsalis senex

## Localización
Es una especie de ave endémica de Indonesia, (Isla Larat y archipiélago Tanimbar).